# Eryk IX
Święty Eryk IX Jedvardsson, szw. Erik den helige (ur. ok. 1120 w okolicy jeziora Melar, zm. ok. 1160) – pierwszy przedstawiciel dynastii Erykidów na tronie szwedzkim, święty katolicki. Panował prawdopodobnie od ok. 1155 do ok. 1160 (do końca XII wieku daty życia i panowania władców szwedzkich są niepewne).
Data urodzenia Eryka IX nie jest dokładnie znana. Jego ojciec miał na imię Edward (szw. Jedvard). Przyjmuje się, że matka Eryka miała na imię Cecylia i była córką pogańskiego uzurpatora do tronu – Swena Blota, panującego od około 1084 do 1087.
Eryk zorganizował wyprawę krzyżową na Finlandię w celu podboju i chrystianizacji kraju. Wyprawa zakończyła się niepowodzeniem. W 1155 roku chcąc schrystianizować kraj zostawił w Turku biskupa Henryka z Uppsali, który został zabity przez fińskiego rolnika.
Około 1150 król Swerker I Starszy powołał go na współwładcę. Po śmierci Swerkera I (25 grudnia 1156) Eryk IX objął samodzielne rządy, odsuwając od tronu syna Swerkera – Karola VII. Za śmierć Swerkera I był odpowiedzialny Duńczyk Magnus Henriksson, który podawał się za ostatniego potomka szwedzkich królów z rodu Stenkila (jego matka Ingrida była wnuczką króla Inge I Starszego). Eryk IX zginął zamordowany w 1159 lub 1160 roku niedaleko Uppsali, o co także podejrzewano Magnusa Henrikssona.
Żoną Eryka IX była Krystyna, córka duńskiego możnego Bjorna Jernside (wnuk króla Danii Eryka I) i Katarzyny (córki króla Szwecji Inge I Starszego). Ich synem był Knut Eriksson, król Szwecji od 1167.

Herb Sztokholmu, przedstawiający św. Eryka IX, króla, na podstawie średniowiecznej pieczęci.

## Kult
Eryk IX bywa uważany za świętego - jako takiego wymienia go kalendarz z Valentuny z 1198 roku. Przypuszczalnie około 1220 roku zwłoki Eryka przeniesiono do katedry w Uppsali. Pozostały tam pomimo wprowadzenia reformacji, która odrzucała kult świętych. Szczątki św. Eryka pozostając w katedrze uppsalskiej - głównej świątyni państwa - były ważnym symbolem Szwecji.
Wspomnienie liturgiczne św. Eryka, w Kościele katolickim, obchodzone jest 18 maja.
Jest patronem Szwecji.
W ikonografii, święty przedstawiany jest jako mężczyzna w stroju królewskim, z koroną na głowie, w jednej ręce trzyma miecz, w drugiej sztandar.
Jego atrybutami są: model kościoła w Uppsali i ołtarz, przy którym został zamordowany oraz palma męczeńska.